# Liste nazarenischer Künstler
Die folgende Liste enthält Künstler, die in erheblichem Umfang Werke im nazarenischen Stil schufen.
- Wilhelm Achtermann (1799–1884)
- Josef Arnold der Ältere (1788–1879)
- Ferdinand Becker (1846–1877)
- Fidelis Bentele (1830–1901)
- Johannes Bochenek (1831–1909)
- Carl Joseph Begas (1794–1854)
- August Adolf Chauvin (1810–1884)
- Peter von Cornelius (1783–1867)
- Ernst Deger (1809–1885)
- Melchior Paul von Deschwanden (1811–1881)
- Johann Baptist Dollenbacher (1815 -[1] 1866)
- Johann Konrad Dorner (1809–1866)
- Konrad Eberhard (1768–1859)
- Carl Eggers (1787–1863)
- Marie Ellenrieder (1791–1863)
- Joseph Anton Fischer (1814–1859)
- Gebhard Flatz (1800–1881)
- Karl Philipp Fohr (1795–1818)
- Joseph von Führich (1800–1876)
- Josef von Hempel (1800–1871)
- Liberat Hundertpfund (1806–1878)
- Franz Ittenbach (1813–1879)
- Gustav Jäger (1808–1871)
- Johannes Kaspar (1822–1885)
- Joseph Anton Koch (1768–1839)
- Joseph Kober (1823-ca. 1884)
- Leopold Kupelwieser (1796–1862)
- Georg Lacher (1809–1882)
- Friedrich Lange (1834–1875)
- August Gustav Lasinsky (1811–1870)
- Peter Joseph Molitor (1821–1898)
- Andreas Müller (1811–1890)
- Karl Müller (1818–1893)
- Heinrich Nüttgens (1866–1951)
- Theodor Nüttgens (1875–1956)
- Ferdinand Olivier (1785–1841)
- Friedrich Olivier (1791–1859)
- Friedrich Overbeck (1789–1869)
- Johann David Passavant (1787–1861)
- Carl Gottlieb Peschel (1798–1879)
- Franz Pforr (1788–1812)
- Barbara Popp (1802–1870)
- Johann Anton Ramboux (1790–1866)
- Theodor Rehbenitz (1791–1861)
- Friedrich Wilhelm von Schadow (1788–1862)
- Johann Scheffer von Leonhardshoff (1795–1822)
- Max Schmalzl (1850–1930)
- Julius Schnorr von Carolsfeld (1794–1872)
- Ludwig Schnorr von Carolsfeld (1788–1853)
- Johann Schmitt (1825–1898)
- Johann von Schraudolph (1808–1879)
- Claudius Schraudolph der Ältere (1813–1891)
- Matthias Schraudolph (1817–1863)
- Philipp Schumacher (1866–1940)
- Louise Seidler (1786–1866)
- Alexander Maximilian Seitz (1811–1888)
- Ludwig Seitz (1844–1908)
- Joseph Anton Nikolaus Settegast (1813–1890)
- Lukas Steiner (1849–1906)
- Friedrich Stummel (1850–1919)
- Eduard von Steinle (1810–1886)
- Alois Süßmayr (1825–1885)
- Philipp Veit (1793–1877)
- Josef Wintergerst (1783–1867)
- Johann Michael Wittmer (1802–1880)
- Franz Plattner (1826–1887)
- Adolf Zimmermann (1799–1859)